# Франсуа Антуан Симон
Франсуа Антуан Симон (1843—1923) — президент Гаїті у 1908—1911 роках. Підбурив повстання проти влади П'єра Нора Алексіса та замінив останнього на посту глави держави.

## Життєпис
Народився 10 жовтня 1843 у місті Ле-Ке. Служив у муніципальній поліції, поки не вступив до лав збройних сил на офіцерську посаду.
1883 року його було призначено на посаду командувача військами Південного департаменту, яку він обіймав до 1908 року. 1887 він отримав звання полковника. 1902 року, за часів президентства Симон-Сана, отримав звання генерала.
6 грудня 1908 в результаті успішного повстання проти чинного уряду Алексіса Симон зайняв пост президента.
Одним з перших його політичних рішень було запровадження політики умиротворення, що дозволило багатьом гаїтянам повернутись на батьківщину. Симон намагався постійно вдосконалювати сільськогосподарське виробництво. Він також мав намір збудувати загальнонаціональну мережу залізниць. Для досягнення цієї та інших цілей необхідно було укладення відповідних угод з американськими компаніями. Втім, ці контракти було погано підготовлено, що спричинило критику з боку опонентів президента. З іншого боку укладені контракти допомогли електрифікувати вулиці Порт-о-Пренса.
Щоб підтримати американські бананові плантації, гаїтянські компанії були обкладені значними податками, що призвело до повстання дрібних землевласників на півночі країни. З ситуації скористався генерал Сінсіннатюс Леконт, колишній міністр праці та сільського господарства, який організував державний переворот.
Леконт реалізував кампанію з усунення чинного режиму в серпні 1911. Після цього Симон був змушений виїхати з країни на кілька років, проте повернувся до рідного міста, де й помер 1923 року.